# Кубок Мітропи 1935
Кубок Мітропи 1935 — дев'ятий розіграш Кубка Мітропи. У ньому брали участь команди з Австрії, Угорщини, Італії і Чехословаччини. 
Переможцем змагань вдруге у своїй історії став клуб «Спарта» (Прага), котрий у фіналі переграв угорський «Ференцварош» з загальним рахунком 4:2.

## 1/8 фіналу
| Команда 1          | Заг. | Команда 2        | 1-й матч | 2-й матч |
| ------------------ | ---- | ---------------- | -------- | -------- |
| Адміра (Відень)    | 4:9  | Хунгарія         | 3:2      | 1:7      |
| Рома               | 3:9  | Ференцварош      | 3:1      | 0:8      |
| Уйпешт             | 3:6  | Фіорентіна       | 0:2      | 3:4      |
| Амброзіана-Інтер   | 3:8  | Аустрія (Відень) | 2:5      | 1:3      |
| Жиденіце           | 5:4  | Рапід (Відень)   | 3:2      | 2:2      |
| Вікторія (Пльзень) | 4:8  | Ювентус          | 3:3      | 1:5      |
| Сегед              | 2:4  | Славія (Прага)   | 1:4      | 1:0      |
| Ферст (Відень)     | 4:6  | Спарта (Прага)   | 1:1      | 3:5      |

### Перші матчі
| 1/8 фіналу 15 червня 1935 | Адміра (Відень)                       | 3:2        | Хунгарія       | Відень                                                        |  |
| 18:00 CET | Дурспект 36' Штойбер 39' Л. Фогль 73' | (протокол) | Мюллер 59' 61' | Стадіон: Пратерштадіон Глядачі: 10 000 Суддя: Камілло Кайроні |  |
| Петер Пляцер, Роберт Павлічек, Антон Янда, Йоганн Урбанек, Карл Гуменбергер, Йозеф Міршицка, Леопольд Фогль, Вільгельм Ганеманн, Карл Штойбер, Карл Дурспект, Адольф Фогль, тренер Йоганн Сколаут Йожеф Уйварі, Дьюла Манді, Карой Кіш, Імре Егрі, Густав Шебеш, Янош Дудаш, Ференц Шаш, Гайнріх Мюллер, Йожеф Гадреві, Ласло Чех, Паль Тіткош, тренер Імре Шенкей |                                       |            |                |                                                               |  |

| 1/8 фіналу 16 червня 1935 | Рома                          | 3:1        | Ференцварош | Рим                                                              |  |
| | Скопеллі 23' 72' Каттанео 29' | (протокол) | Море 40'    | Стадіон: Кампо Тестаччо Глядачі: 12 000 Суддя: Ганс Франкенштайн |  |
| Рома: Гвідо Мазетті, Еральдо Мондзельйо, Андреа Гадальді, Еварісто Фрізоні, Фульвіо Бернардіні (к), Антоніо Фуско, Ренато Каттанео, Алехандро Скопеллі, Енріке Гвайта, Франко Скарамеллі, Ернесто Томазі, тренер: Луїджі Барбезіно Ференцварош: Йожеф Хада, Дьюла Польгар, Лайош Кораньї, Анталь Ліка, Дьордь Шароші (к), Дьюла Лазар, Міхай Танкош, Дьюла Кішш, Геза Тольді, Янош Море, Тібор Кемень, тренер: Золтан Блум |                               |            |             |                                                                  |  |

| 1/8 фіналу 16 червня 1935 | Вікторія (Пльзень)         | 3:3        | Ювентус                    | Плзень                                                 |  |
| 18:20 CET | Бина 19' Биро 36' Гесс 60' | (протокол) | Борель 24' Феррарі 33' 61' | Стадіон: Вікторія Глядачі: 16 000 Суддя: Міхай Іванчич |  |
| Вікторія: Вацлав Дедич, Йоганн Вана, Богумил Мудра, Ярослав Бештяк, Штефан Биро, Ярослав Влчек (к), Вацлав Горак, Ладислав Чулик, Вилем Червений, Карел Гесс, Владимир Бина, тренер: Їндржих Провіта Ювентус: Чезаре Валінассо, Вірджиніо Розетта (к), Альфредо Фоні, Маріо Варльєн, Луїс Монті, Луїджі Бертоліні, Армандо Дієна, Феліче Борель, Гульєльмо Габетто, Джованні Феррарі, Ренато Чезаріні, тренер: Вірджиніо Розетта |                            |            |                            |                                                        |  |

| 1/8 фіналу 16 червня 1935 | Уйпешт | 0:2        | Фіорентіна            | Будапешт                                              |  |
| 18:00 CET |        | (протокол) | Коміні 19' Грінга 36' | Стадіон: Іллеї ут Глядачі: 8000 Суддя: Августин Кріст |  |
| Уйпешт: Дьордь Горі, Дьюла Футо, Ласло Штернберг, Дьюла Шереш, Дьордь Сюч, Ференц Боршаньї, Ференц Пустаї, Єне Вінце, Іштван Авар, Паль Явор, Іштван Балог Фіорентіна: Уго Аморетті, Лоренцо Гадзарі, Ренцо Мальї, Маріо Піцціоло, Джузеппе Бігоньйо, Бруно Нері, Керубіно Коміні, Чезаре Фазанеллі, Вінічо Віані, Маріо Пераццоло, Карлос Грінга |        |            |                       |                                                       |  |

| 1/8 фіналу 16 червня 1935 | Амброзіана-Інтер | 2:5        | Аустрія (Відень)                                  | Мілан                                                      |  |
| 16:00 CET | Меацца 78' 83'   | (протокол) | Фіртль 16' Сінделар 26' Штро 60' 70' Єрузалем 73' | Стадіон: Арена Чівіка Глядачі: 18 000 Суддя: Бруно Пфюцнер |  |
| Амброзіана-Інтер: Карло Черезолі, Джузеппе Баллеріо, Ернесто Маскероні, Ферруччо Гідіні, Рікардо Фаччо, Армандо Кастеллацці, Роберто Порта, Натале Мазера, Джузеппе Меацца, Аттіліо Демарія, Альфредо Девінченці Аустрія: Рудольф Церер, Карл Андріц, Карл Сеста, Карл Адамек, Ганс Мок, Вальтер Науш, Йозеф Мольцер, Йозеф Штро, Маттіас Сінделар, Камілло Єрусалем, Рудольф Фіртль |                  |            |                                                   |                                                            |  |

| 1/8 фіналу 16 червня 1935 | Жиденіце          | 3:2        | Рапід (Відень)            | Брно                                                        |  |
| | Пруша 25' 52' 55' | (протокол) | Гохрайтер 79' Кабурек 85' | Стадіон: На рибничку Глядачі: 12 000 Суддя: Паль фон Герцка |  |
| Жиденіце: Карел Буркерт, Франтішек Неєдлий, Карел Черний, Йозеф Смолка, Штефан Поспіхал, Франтішек Новак, Франтішек Штерц, Ярослав Мотак, Вацлав Пруша, Карл Кліма, Олдржих Рульц Рапід: Рудольф Рафтль, Карл Єстраб, Людвіг Таушек, Франц Вагнер, Йозеф Смістик, Штефан Скоумаль, Йоганн Остерманн, Карл Гохрайтер, Маттіас Кабурек, Франц Біндер, Ганс Пессер |                   |            |                           |                                                             |  |

| 1/8 фіналу 16 червня 1935 | Сегед      | 1:4        | Славія (Прага)                   | Сегед                                                    |  |
| | Богнар 30' | (протокол) | Копецький 13' 17' 54' Брадач 84' | Стадіон: Темешварі керут Глядачі: 8000 Суддя: Адольф Міс |  |
| Сегед: Йожеф Палінкаш, Йожеф Міклоші, Лайош Раффаї, Янош Дьярматі, Кальман Шомодьї, Паль Берток, Матьяш Кораньї, Кальман Богнар, Дьюла Ваштаг, Іштван Мештер, Бела Берец Славія: Ярослав Войта, Вацлав Клус, Фердинанд Даучик, Антонін Водічка, Штефан Чамбал, Рудольф Крчил, Ян Гержманек, Властиміл Копецький, Войтех Брадач, Антонін Пуч, Рудольф Витлачіл |            |            |                                  |                                                          |  |

| 1/8 фіналу 18 червня 1935 | Ферст Вієнна | 1:1        | Спарта (Прага) | Відень                                                   |  |
| 18:20 CET | Голек 35'    | (протокол) | Неєдлий 71'    | Стадіон: Пратерштадіон Глядачі: 6500 Суддя: Отелло Сассі |  |
| Вієнна: Віктор Гавлічек, Карл Райнер, Віллібальд Шмаус, Франц Ердль, Леопольд Гофманн, Леонхард Маху, Отто Каллер, Фрідріх Гшвайдль, Ріхард Фішер, Йозеф Майбек, Вільгельм Голек, тренер: Фрідріх Гшвайдль Спарта: Богумил Кленовець, Ярослав Бургр, Йозеф Чтиржокий, Йозеф Коштялек, Ярослав Боучек, Еріх Србек, Вацлав Грушка, Фердинанд Фацінек, Раймон Брен, Олдржих Неєдлий, Геза Калочаї, тренер: Франтішек Седлачек |              |            |                |                                                          |  |

### Матчі-відповіді
| 1/8 фінала 23 червня 1935 | Хунгарія                                             | 7:1        | Адміра (Відень)                       | Будапешт                                                                                      |  |
| | Тіткош 31' 84' 86' Чех 60' 72' 82' Мюллер 87' (пен.) | (протокол) | Гуменбергер 76' Ганеманн 77' Янда 90' | Стадіон: «[[Хунгарія Керут (стадіон)\|Хунгарія Керут]]» Глядачі: 6000 Суддя: Франтішек Цейнар |  |
| Хунгарія: Йожеф Уйварі, Дьюла Манді, Карой Кіш, Імре Егрі, Густав Шебеш, Янош Дудаш, Ференц Шаш, Гайнріх Мюллер, Ласло Чех, Йожеф Турай, Паль Тіткош, тренер Імре Шенкей Адміра: Петер Пляцер, Роберт Павлічек, Антон Янда, Карл Гуменбергер, Йоганн Урбанек, Йозеф Міршицка, Леопольд Фогль, Вільгельм Ганеманн, Карл Штойбер, Карл Дурспект, Адольф Фогль, тренер: Йоганн Сколаут |                                                      |            |                                       |                                                                                               |  |

| 1/8 фінала 22 червня 1935 | Ференцварош                                                                    | 8:0        | Рома | Будапешт                                               |  |
| | Шароші 24' (пен.) 30' 40' (пен.) 61' (пен.) Тольді 58' Кемень 76' 80' Кішш 89' | (протокол) |      | Стадіон: Іллеї ут Глядачі: 12 000 Суддя: Бруно Пфюцнер |  |
| Ференцварош: Йожеф Хада, Дьюла Польгар, Лайош Кораньї, Анталь Ліка, Янош Море, Дьюла Лазар, Міхай Танкош, Дьюла Кішш, Дьордь Шароші (к), Геза Тольді, Тібор Кемень, тренер: Золтан Блум Рома: Гвідо Мазетті, Еральдо Мондзельйо, Андреа Гадальді, Еварісто Фрізоні, Фульвіо Бернардіні (к), Антоніо Фуско, Ренато Каттанео, Алехандро Скопеллі, Енріке Гвайта, Франко Скарамеллі, Ернесто Томазі, тренер: Луїджі Барбезіно |                                                                                |            |      |                                                        |  |

| 1/8 фінала 23 червня 1935 | Ювентус                                 | 5:1        | Вікторія (Пльзень) | Турин                                                          |  |
| 18:00 CET | Феррарі 9' 87' Борель 24' 68' Дієна 36' | (протокол) | Горак 70'          | Стадіон: Беніто Муссоліні Глядачі: 14 000 Суддя: Алоїз Беранек |  |
| Ювентус: Чезаре Валінассо, Вірджиніо Розетта (к), Альфредо Фоні, Маріо Варльєн, Луїс Монті, Луїджі Бертоліні, Армандо Дієна, Феліче Борель, Гульєльмо Габетто, Джованні Феррарі, Ренато Чезаріні, тренер: Вірджиніо Розетта Вікторія: Вацлав Дедич, Йоганн Вана, Богумил Мудра, Ярослав Бештяк, Штефан Биро, Ярослав Влчек (к), Вацлав Горак, Ладислав Чулик, Вилем Червений, Карел Гесс, Владимир Бина, тренер: Їндржих Провіта |                                         |            |                    |                                                                |  |

| 1/8 фіналу 22 червня 1935 | Спарта (Прага)                                 | 5:3        | Ферст Вієнна                   | Прага                                                  |  |
| | Заїчек 15' 50' (пен.) 85' Брен 44' Неєдлий 46' | (протокол) | Фішер 8' Поллак 47' 71' (пен.) | Стадіон: Летна Глядачі: 12 000 Суддя: Ференц Майорский |  |
| Спарта: Богумил Кленовець, Ярослав Бургр, Йозеф Чтиржокий, Йозеф Коштялек, Раймон Брен, Еріх Србек, Вацлав Грушка, Йозеф Седлачек, Олдржих Заїчек, Олдржих Неєдлий, Геза Калочаї, тренер: Франтішек Седлачек Вієнна: Віктор Гавлічек, Карл Райнер, Віллібальд Шмаус , Отто Каллер, Леопольд Гофманн, Франц Ердль, Франц Гісляйтнер, Йозеф Майбек, Ріхард Фішер, Густав Поллак, Вільгельм Голек, тренер: Фрідріх Гшвайдль |                                                |            |                                |                                                        |  |

| 23 червня 1935 | Фіорентіна                       | 4:3        | Уйпешт                 | Флоренція                                                         |  |
| | Фазанеллі 27' 43' 82' Коміні 47' | (протокол) | Авар 28' 49' Шереш 69' | Стадіон: Джованні Берта Глядачі: 15 000 Суддя: Адольф Розенбергер |  |
| Фіорентіна: Уго Аморетті, Лоренцо Гадзарі, Ренцо Мальї, Маріо Піцціоло, Джузеппе Бігоньйо, Бруно Нері, Керубіно Коміні, Маріо Пераццоло, Чезаре Фазанеллі, Чінціо Скальотті, Карлос Грінга Уйпешт: Ференц Сіклаї, Дьюла Футо, Ласло Штернберг, Дьюла Шереш, Дьордь Сюч, Ференц Боршаньї, Іштван Тамашші, Єне Вінце, Іштван Авар, Паль Явор, Ліпот Каллаї |                                  |            |                        |                                                                   |  |

| 1/8 фіналу 23 червня 1935 | Аустрія (Відень)     | 3:1        | Амброзіана-Інтер      | Відень                                                    |  |
| 18:00 CET | Сінделар 13' 31' 78' | (протокол) | Демарія 25' Пітто 66' | Стадіон: Пратерштадіон Глядачі: 55 000 Суддя: Ференц Клуг |  |
| Рудольф Церер, Карл Андріц, Карл Сеста, Карл Адамек, Ганс Мок, Вальтер Науш, Йозеф Мольцер, Йозеф Штро, Маттіас Сінделар, Камілло Єрусалем, Рудольф Фіртль Валентіно Дегані, Паоло Агостео, Ернесто Маскероні, Джованні Баттістоні, Рікардо Фаччо, Альфредо Пітто, Роберто Порта, Альфредо Девінченці, Джузеппе Меацца, Аттіліо Демарія, Еліджіо Веккі |                      |            |                       |                                                           |  |

| 1/8 фіналу 23 червня 1935 | Рапід (Відень)        | 2:2        | Жиденіце             | Відень                                                         |  |
| 16:30 CET | Біндер 4' Кабурек 54' | (протокол) | Нівелт 41' Рульц 44' | Стадіон: Пратерштадіон Глядачі: 55 000 Суддя: Франческо Маттеа |  |
| Рапід: Рудольф Рафтль, Карл Єстраб, Людвіг Таушек, Франц Вагнер, Йозеф Смістик, Штефан Скоумаль, Йоганн Остерманн, Карл Гограйтер, Маттіас Кабурек, Франц Біндер, Ганс Пессер Жиденіце: Карел Буркерт, Йозеф Недер, Карел Черний, Йозеф Смолка, Штефан Поспіхал, Франтішек Новак, Франтішек Штерц, Олдржих Нівелт, Вацлав Пруша, Ярослав Мотак, Олдржих Рульц |                       |            |                      |                                                                |  |

| 23 червня 1935 | Славія (Прага) | 0:1        | Сегед      | Прага                                                 |  |
| 1/8 фіналу |                | (протокол) | Мештер 50' | Стадіон: Летна Глядачі: 7000 Суддя: Раффаеле Скорцоні |  |
| Славія: Ярослав Войта, Вацлав Клус, Фердинанд Даучик, Антонін Водічка, Штефан Чамбал, Рудольф Крчил, Ян Гержманек, Властиміл Копецький, Їржі Соботка, Антонін Пуч, Рудольф Витлачіл Сегед: Йожеф Палінкаш, Йожеф Міклоші, Лайош Раффаї, Янош Дьярматі, Кальман Шомодьї, Паль Берток, Матьяш Кораньї, Кальман Богнар, Дьюла Ваштаг, Іштван Мештер, Бела Берец |                |            |            |                                                       |  |

## Чвертьфінали
| Команда 1      | Заг. | Команда 2        | 1-й матч | 2-й матч |
| -------------- | ---- | ---------------- | -------- | -------- |
| Славія (Прага) | 4:7  | Аустрія (Відень) | 1:0      | 1:2      |
| Спарта (Прага) | 8:4  | Фіорентіна       | 7:1      | 1:3      |
| Жиденіце       | 5:8  | Ференцварош      | 4:2      | 1:6      |
| Хунгарія       | 2:4  | Ювентус          | 1:3      | 1:1      |

### Перші матчі
| 1/4 фіналу 30 червня 1935 | Хунгарія          | 1:3        | Ювентус                           | Будапешт                                                      |  |
| 18:00 CET | Мюллер 75' (пен.) | (протокол) | Феррарі 50' Габетто 65' Дієна 67' | Стадіон: «Хунгарія керут Глядачі: 17 000 Суддя: Алоїз Беранек |  |
| Хунгарія: Йожеф Уйварі, Дьюла Манді (к), Карой Кіш, Імре Егрі, Густав Шебеш, Янош Дудаш, Ференц Шаш, Гайнріх Мюллер, Ласло Чех, Йожеф Турай, Паль Тіткош, тренер: Імре Шенкей Ювентус: Чезаре Валінассо, Вірджиніо Розетта (к), Альфредо Фоні, Маріо Варльєн, Луїс Монті, Луїджі Бертоліні, Армандо Дієна, Феліче Борель, Гульєльмо Габетто, Джованні Феррарі, Ренато Чезаріні, тренер: Вірджиніо Розетта |                   |            |                                   |                                                               |  |

| 1/4 фіналу 29 червня 1935 | Славія (Прага) | 1:0        | Аустрія (Відень) | Прага                                                    |  |
| 18:00 CET | Брадач 24'     | (протокол) |                  | Стадіон: Летна Глядачі: 15 000 Суддя: Ріналдо Барлассіна |  |
| Славія: Франтішек Планічка, Вацлав Клус, Фердинанд Даучик, Антонін Водічка, Штефан Чамбал, Рудольф Крчил, Рудольф Витлачіл, Їржі Соботка, Войтех Брадач, Властиміл Копецький, Антонін Пуч Аустрія: Рудольф Церер, Карл Андріц, Карл Сеста, Карл Адамек, Ганс Мок, Вальтер Науш, Йозеф Мольцер, Йозеф Штро, Маттіас Сінделар, Камілло Єрусалем, Рудольф Фіртль |                |            |                  |                                                          |  |

| 1/4 фіналу 30 червня 1935 | Спарта (Прага)                                           | 7:1        | Фіорентіна | Прага                                               |  |
| | Фацінек 24' 60' 85' Неєдлий 40' 53' Калочаї 58' Брен 79' | (протокол) | Грінга 57' | Стадіон: Летна Глядачі: 18 000 Суддя: Міхай Іванчич |  |
| Спарта: Богумил Кленовець, Ярослав Бургр, Йозеф Чтиржокий, Йозеф Коштялек, Ярослав Боучек, Еріх Србек, Фердинанд Фацінек, Олдржих Заїчек, Раймон Брен, Олдржих Неєдлий, Геза Калочаї Фіорентіна: Уго Аморетті, Лоренцо Гадзарі, Ренцо Мальї, Маріо Піцціоло, Джузеппе Бігоньйо, Бруно Нері, Керубіно Коміні, Маріо Пераццоло, Чезаре Фазанеллі, Вінічо Виані, Карлос Грінга |                                                          |            |            |                                                     |  |

| 1/4 фіналу 30 червня 1935 | Жиденіце                                 | 4:2        | Ференцварош          | Брно                                                          |  |
| | Рульц 12' Нівелт 30' Штерц 54' Пруша 88' | (протокол) | Кішш 49' Польгар 51' | Стадіон: На рибничку Глядачі: 17 000 Суддя: Раффаеле Скорцоні |  |
| Жиденіце: Карел Буркерт, Йозеф Недер, Карел Черний, Йозеф Смолка, Штефан Поспіхал, Ладислав Рафінський, Франтішек Штерц, Олдржих Нівелт, Вацлав Пруша, Ярослав Мотак, Олдржих Рульц Ференцварош: Йожеф Хада, Дьюла Польгар, Лайош Кораньї, Анталь Ліка, Янош Море, Дьюла Лазар, Міхай Танкош, Дьюла Кішш, Дьордь Шароші, Геза Тольді, Тібор Кемень |                                          |            |                      |                                                               |  |

### Матчі-відповіді
| 1/4 фіналу 6 липня 1935 | Ювентус     | 1:1        | Хунгарія   | Турин                                                   |  |
| 18:00 CET | Феррарі 14' | (протокол) | Тіткош 48' | Стадіон: Беніто Муссоліні Глядачі: 9000 Суддя: Ян Бізик |  |
| Ювентус: Чезаре Валінассо, Вірджиніо Розетта (к), Альфредо Фоні, Маріо Варльєн, Луїс Монті, Луїджі Бертоліні, Армандо Дієна, Феліче Борель, Гульєльмо Габетто, Джованні Феррарі, Ренато Чезаріні, тренер: Вірджиніо Розетта Хунгарія: Йожеф Уйварі, Карой Кіш, Шандор Біро, Імре Егрі, Густав Шебеш (к), Янош Дудаш, Ференц Шаш, Гайнріх Мюллер, Ласло Чех, Йожеф Турай, Паль Тіткош, тренер: Імре Шенкей |             |            |            |                                                         |  |

| 1/4 фіналу 6 липня 1935 | Ференцварош                                      | 6:1        | Жиденіце  | Будапешт                                            |  |
| | Шароші 9' 47' Кішш 43' Тольді 54' 85' Танкош 66' | (протокол) | Штерц 16' | Стадіон: Іллеї ут Глядачі: 15 000 Суддя: Адольф Міс |  |
| Ференцварош: Йожеф Хада, Дьюла Польгар, Лайош Кораньї, Анталь Ліка, Янош Море, Дьюла Лазар, Міхай Танкош, Дьюла Кішш, Дьордь Шароші, Геза Тольді, Тібор Кемень Жиденіце: Карел Буркерт, Йозеф Недер, Карел Черний, Йозеф Смолка, Штефан Поспіхал, Ладислав Рафінський, Франтішек Штерц, Олдржих Нівелт, Йозеф Тихий, Ярослав Мотак, Олдржих Рульц |                                                  |            |           |                                                     |  |

| 1/4 фіналу 7 липня 1935 | Фіорентіна                            | 3:1        | Спарта (Прага) | Флоренція                                                        |  |
| | Віані 30' (пен.) 51' (пен.) Негро 35' | (протокол) | Заїчек 57'     | Стадіон: Джованні Берта Глядачі: 10 000 Суддя: Ганс Франкенштайн |  |
| Фіорентіна: Уго Аморетті, Ренцо Мальї, Альдо Кверчі, Маріо Піцціоло, Акілле Піччіні, Бруно Нері, Янош Нехадома, Альфонсо Негро, Вінічо Віані, Чезаре Фазанеллі, Карлос Грінга Спарта: Богумил Кленовець, Ярослав Бургр, Йозеф Чтиржокий, Йозеф Коштялек, Ярослав Боучек, Еріх Србек, Фердинанд Фацінек, Олдржих Заїчек, Раймон Брен, Олдржих Неєдлий, Геза Калочаї |                                       |            |                |                                                                  |  |

| 1/4 фіналу 7 липня 1935 | Аустрія (Відень)      | 2:1        | Славія (Прага) | Відень                                                        |  |
| 18:00 CET | Ерузалем 22' Штро 52' | (протокол) | Войтех Брадач  | Стадіон: Пратерштадіон Глядачі: 45 000 Суддя: Паль фон Герцка |  |
| Аустрія: Рудольф Церер, Карл Андріц, Карл Сеста, Карл Адамек, Ганс Мок, Вальтер Науш, Йозеф Мольцер, Йозеф Штро, Маттіас Сінделар, Камілло Єрусалем, Рудольф Фіртль Славія: Франтішек Планічка, Вацлав Клус, Фердинанд Даучик, Антонін Водічка, Штефан Чамбал, Рудольф Крчил, Ян Гержманек, Войтех Брадач, Франтішек Свобода, Властиміл Копецький, Рудольф Витлачіл |                       |            |                |                                                               |  |

## Півфінали
| Команда 1      | Заг. | Команда 2        | 1-й матч | 2-й матч |
| -------------- | ---- | ---------------- | -------- | -------- |
| Спарта (Прага) | 8:4  | Ювентус          | 2:0      | 1:3      |
| Ференцварош    | 6:5  | Аустрія (Відень) | 4:2      | 2:3      |

### Перші матчі
| 1/2 фіналу 16 липня 1935 | Спарта (Прага)                | 2:0        | Ювентус   | Прага                                               |  |
| 18:15 CET | Фацінек 43' Заїчек 68' (пен.) | (протокол) | Монті 68' | Стадіон: Летна Глядачі: 36 000 Суддя: Алоїз Беранек |  |
| Спарта: Богумил Кленовець, Ярослав Бургр (к), Йозеф Чтиржокий, Йозеф Коштялек, Ярослав Боучек, Еріх Србек, Фердинанд Фацінек, Олдржих Заїчек, Раймон Брен, Олдржих Неєдлий, Геза Калочаї, тренер: Франтішек Седлачек Ювентус: Чезаре Валінассо, Вірджиніо Розетта (к), Альфредо Фоні, Маріо Варльєн, Луїс Монті, Луїджі Бертоліні, Гастоне Прендато, Феліче Борель, Гульєльмо Габетто, Джованні Феррарі, Ренато Чезаріні, тренер: Вірджиніо Розетта |                               |            |           |                                                     |  |

| 1/2 фіналу 21 липня 1935 | Ференцварош                 | 4:2        | Аустрія (Відень) | Будапешт                                               |  |
| 17:30 CET | Шароші 36' 61' Кішш 47' 87' | (протокол) | Сінделар 31' 80' | Стадіон: Іллеї ут Глядачі: 28 000 Суддя: Бруно Пфюцнер |  |
| Ференцварош: Йожеф Хада, Дьюла Польгар, Лайош Кораньї, Анталь Ліка, Янош Море, Дьюла Лазар, Міхай Танкош, Дьюла Кішш, Дьордь Шароші, Геза Тольді, Тібор Кемень Аустрія: Рудольф Церер, Маттіас Наемнік, Карл Сеста, Карл Адамек, Вальтер Науш, Карл Галль, Йозеф Мольцер, Йозеф Штро, Маттіас Сінделар, Франц Шиллінг, Рудольф Фіртль |                             |            |                  |                                                        |  |

### Матчі-відповіді
| 1/2 фіналу 21 липня 1935 | Ювентус                    | 3:1        | Спарта (Прага) | Турин                                                          |  |
| 17:30 CET | Прендато 1' Борель 53' 89' | (протокол) | Неєдлий 65'    | Стадіон: Беніто Муссоліні Глядачі: 17 000 Суддя: Міхай Іванчич |  |
| Ювентус: Чезаре Валінассо, Вірджиніо Розетта (к), Альфредо Фоні, Маріо Варльєн, Луїс Монті, Луїджі Бертоліні, Гастоне Прендато, Феліче Борель, Гульєльмо Габетто, Джованні Феррарі, Ренато Чезаріні, тренер: Вірджиніо Розетта Спарта: Богумил Кленовець, Ярослав Бургр (к), Йозеф Чтиржокий, Йозеф Коштялек, Ярослав Боучек, Еріх Србек, Фердинанд Фацінек, Олдржих Заїчек, Раймон Брен, Олдржих Неєдлий, Геза Калочаї, тренер: Франтішек Седлачек - на 81-й хвилині Монті не забив пенальті — відбив Кленовець |                            |            |                |                                                                |  |

| 1/2 фіналу 28 липня 1935 | Аустрія (Відень)                                       | 3:2        | Ференцварош                | Відень                                                      |  |
| 17:30 CET | Сінделар 30' Єрусалем 46' Адамек 58' (пен.) Фіртль 60' | (протокол) | Тольді 43' 67' Польгар 60' | Стадіон: Пратерштадіон Глядачі: 55 000 Суддя: Бруно Пфюцнер |  |
| Аустрія: Рудольф Церер, Карл Андріц, Карл Сеста, Карл Адамек, Вальтер Науш, Маттіас Наемнік, Йозеф Мольцер, Йозеф Штро, Маттіас Сінделар, Камілло Єрусалем, Рудольф Фіртль Ференцвареш: Йожеф Хада, Дьюла Польгар, Лайош Кораньї, Анталь Ліка, Янош Море, Дьюла Лазар, Міхай Танкош, Дьюла Кішш, Дьордь Шароші, Геза Тольді, Тібор Кемень |                                                        |            |                            |                                                             |  |

### Плей-офф
| 1/2 перегравання 28 липня 1935 | Спарта (Прага)                          | 5:1        | Ювентус         | Базель                                                    |  |
| 18:00 CET | Заїчек 18' 90' Брен 36' 85' Фацінек 38' | (протокол) | Фоні 70' (пен.) | Стадіон: Ранкгоф Глядачі: 8000 Суддя: Альберт Едвард Фогг |  |
| Спарта: Богумил Кленовець, Ярослав Бургр (к), Йозеф Чтиржокий, Йозеф Коштялек, Ярослав Боучек, Еріх Србек, Фердинанд Фацінек, Олдржих Заїчек, Раймон Брен, Олдржих Неєдлий, Геза Калочаї, тренер: Франтішек Седлачек Ювентус: Чезаре Валінассо, Вірджиніо Розетта (к), Альфредо Фоні, Маріо Варльєн, Луїс Монті, Луїджі Бертоліні, Гастоне Прендато, Феліче Борель, Гульєльмо Габетто, Джованні Феррарі, Ренато Чезаріні, тренер: Вірджиніо Розетта |                                         |            |                 |                                                           |  |

## Фінал
| Команда 1   | Заг. | Команда 2      | 1-й матч | 2-й матч |
| ----------- | ---- | -------------- | -------- | -------- |
| Ференцварош | 2:4  | Спарта (Прага) | 2:1      | 0:3      |

### Перший фінальний матч
| 8 вересня 1935 |

| Ференцварош                    | 2:1        | Спарта (Прага)  |
| ------------------------------ | ---------- | --------------- |
| Геза Тольді 16' Дьюла Кішш 27' | (протокол) | Раймон Брен 71' |

| Іллеї ут, Будапешт Глядачів: 34 000 Арбітр: Вільям Волтер Волден |

|                  |    |               |  |
|                  |    |               |  |
| ВР               | 1  | Йожеф Хада    |  |
| ЗХ               | 2  | Дьюла Полгар  |  |
| ЗХ               | 3  | Лайош Кораньї |  |
| ПЗ               | 4  | Карой Мікеш   |  |
| ПЗ               | 5  | Янош Море     |  |
| ПЗ               | 6  | Нандор Бан    |  |
| НП               | 7  | Міхай Танкош  |  |
| НП               | 8  | Дьюла Кішш    |  |
| НП               | 9  | Дьордь Шароші |  |
| НП               | 10 | Геза Тольді   |  |
| НП               | 11 | Тібор Кемень  |  |
| Головний тренер: |    |               |  |
| Золтан Блум      |    |               |  |

|                  |    |                   |  |
|                  |    |                   |  |
| ВР               | 1  | Богуміл Кленовець |  |
| ЗХ               | 2  | Ярослав Бургр     |  |
| ЗХ               | 3  | Йозеф Чтиржокий   |  |
| ПЗ               | 4  | Йозеф Коштялек    |  |
| ПЗ               | 5  | Ярослав Боучек    |  |
| ПЗ               | 6  | Еріх Србек        |  |
| НП               | 7  | Фердінанд Фацінек |  |
| НП               | 8  | Олдржих Заїчек    |  |
| НП               | 9  | Раймон Брен       |  |
| НП               | 10 | Олдржих Неєдлий   |  |
| НП               | 11 | Геза Калочаї      |  |
| Головний тренер: |    |                   |  |
| Ференц Седлачек  |    |                   |  |

### Другий фінальний матч
| 15 вересня 1935 |

| Спарта (Прага)                            | 3:0        | Ференцварош |
| ----------------------------------------- | ---------- | ----------- |
| Фердинанд Фацінек 26' Раймон Брен 34' 69' | (протокол) |             |

| Страговский стадіон, Прага Глядачів: 56 000 Арбітр: Альберт Эдвард Фогг |

|                  |    |                   |  |
|                  |    |                   |  |
| ВР               | 1  | Богумил Кленовець |  |
| ЗХ               | 2  | Ярослав Бургр     |  |
| ЗХ               | 3  | Йозеф Чтиржокий   |  |
| ПЗ               | 4  | Йозеф Коштялек    |  |
| ПЗ               | 5  | Ярослав Боучек    |  |
| ПЗ               | 6  | Еріх Србек        |  |
| НП               | 7  | Фердінанд Фацінек |  |
| НП               | 8  | Олдржих Заїчек    |  |
| НП               | 9  | Раймон Брен       |  |
| НП               | 10 | Олдржих Неєдлий   |  |
| НП               | 11 | Геза Калочаї      |  |
| Головний тренер: |    |                   |  |
| Ференц Седлачек  |    |                   |  |

|                  |    |               |  |
|                  |    |               |  |
| ВР               | 1  | Йожеф Хада    |  |
| ЗХ               | 2  | Дьюла Полгар  |  |
| ЗХ               | 3  | Лайош Кораньї |  |
| ПЗ               | 4  | Карой Мікеш   |  |
| ПЗ               | 5  | Янош Море     |  |
| ПЗ               | 6  | Нандор Бан    |  |
| НП               | 7  | Міхай Танкош  |  |
| НП               | 8  | Дьюла Кішш    |  |
| НП               | 9  | Дьордь Шароші |  |
| НП               | 10 | Геза Тольді   |  |
| НП               | 11 | Тібор Кемень  |  |
| Головний тренер: |    |               |  |
| Золтан Блум      |    |               |  |

## Найкращі бомбардири
| №  | Гравець             | Команда          | Голи |
| -- | ------------------- | ---------------- | ---- |
| 1  | Дьордь Шароші       | Ференцварош      | 9    |
| 2  | Маттіас Сінделар    | Аустрія (Відень) | 8    |
| 3  | Олдржих Заїчек      | Спарта (Прага)   | 7    |
| =  | Раймон Брен         | Спарта (Прага)   | 7    |
| 5  | Феліче Борель       | Ювентус          | 6    |
| =  | Фердинанд Фацінек   | Спарта (Прага)   | 6    |
| =  | Дьюла Кішш          | Ференцварош      | 6    |
| =  | Геза Тольді         | Ференцварош      | 6    |
| 9  | Джованні Феррарі    | Ювентус          | 5    |
| =  | Олдржих Неєдлий     | Спарта (Прага)   | 5    |
| 11 | Вацлав Пруша        | Жиденіце         | 4    |
| =  | Гайнріх Мюллер      | Хунгарія         | 4    |
| =  | Паль Тіткош         | Хунгарія         | 4    |
| =  | Йозеф Штро          | Аустрія (Відень) | 4    |
| 15 | Войтех Брадач       | Славія (Прага)   | 3    |
| =  | Ласло Чех           | Хунгарія         | 3    |
| =  | Чезаре Фазанеллі    | Фіорентіна       | 3    |
| =  | Камілло Єрусалем    | Аустрія (Відень) | 3    |
| =  | Властиміл Копецький | Славія (Прага)   | 3    |